# ميلتون كاروث
ميلتون كاروث (بالإنجليزية: Milton Carruth)‏ هو مونتير ومنتج أفلام أمريكي، ولد في 23 مارس 1899 في كورونادو في الولايات المتحدة، وتوفي في 7 سبتمبر 1972 في لوس أنجلوس في الولايات المتحدة.

## وصلات خارجية
- ميلتون كاروث على موقع IMDb (الإنجليزية)
- ميلتون كاروث على موقع ألو سيني (الفرنسية)
- ميلتون كاروث على موقع قاعدة بيانات الأفلام السويدية (السويدية)
- ميلتون كاروث على موقع قاعدة بيانات الفيلم (الإنجليزية)
- ميلتون كاروث على موقع كينوبويسك (الروسية)